# 李琪 (五代)
李琪（871年—930年10月26日？），字台秀，河南府寿安县（今河南省宜阳县）人，祖籍陇西郡狄道县（今甘肃省临洮县），中国唐朝及五代十国时期后梁、后唐官员，后梁年间为宰相。

## 家世和效力唐朝
李琪出自陇西李氏敦煌房，五世祖李憕在天宝末年为礼部尚书、东都洛阳留守，在安史之乱中以忠诚显名，拒绝投降安禄山，洛阳失守时遇害。曾祖李寀，唐宪宗元和年间官至给事中。祖父李敬方，为唐文宗谏议大夫。父李縠，唐僖宗广明年间，为统军对黄巢大规模变军作战的诸道行营兵马都统王铎都统判官，因功为谏议大夫。
李琪十三岁时，已以词赋诗颂为王铎所知，但王铎怀疑那些诗非李琪本人所作而是他人代笔。一次他设宴于公署，邀请李縠，秘密派人去李家，以《汉祖得三杰赋》为题测试李琪，李琪立即写就，结尾写道：“得士则昌，非贤罔共，龙头之友斯贵，鼎足之臣可重，宜哉项氏之败亡，一范增而不能用。”王铎读后为之惊骇，说：“这孩子是大器啊，将来主宰文坛。”十四岁时，再次谒见王铎，王铎说：“刚才蜀中诏命到，用夏州拓跋思恭为收复都統，可以作一首诗吗？”李琪秉笔立就：“飞骑经巴栈，洪恩及夏台。将从天上去，人自日边來。此处金门远，何时玉辇回。蚤平关右贼，莫待诏书催。”王铎更奇之，因而抓着李琪的手曰：“这真是凤手啊。”次年，丁母忧，流寓齐鲁之地，然糠照薪（烧糠照明），把夜晚当白天一样写文章，读书数千卷，期间作诗赋。光启元年（885年）唐僖宗因内乱出奔，李琪私下作赋：“哀痛不下诏，登封谁上书。”
唐昭宗年间，官员李谿父子以文学知名。李琪时年十八，将一轴赋装在袖子里谒见李谿。李谿览赋惊异，反穿鞋子迎李琪进门，取出李琪所作《调哑钟》《捧日》等赋，说：“我曾担心近年文士所作辞赋都在数句之后都没有赋题，吾子入句见题，而且句子对偶典丽，吁！可畏啊。”此事后，李琪更知名，中进士。兄李珽也中进士。乾宁二年（895年），唐昭宗封河东节度使李克用为晋王，以薛廷珪、李琪为册使前往河东军部太原。天复（901年—904年）初，李琪考博学弘词，居第四等，授武功县尉，辟转运巡官，迁左拾遗、殿中侍御史。每看到不当政策，他就上章议论，文章秀丽，读者忘倦。昭宗逃难时，李琪隐居荆、楚间，自隐来历，号华原李长官。堂兄李光符为宜都长官，曾厌薄他。李琪寂寞，每临流踞石、摘树叶时试草制词，吁嗟怏怅，将树叶投入水中。

## 效力后梁
后梁代唐后，李琪、李珽兄弟齐名，为梁开国皇帝后梁太祖所知，李珽被其任为崇政学士，李琪则被征为左补阙，再入为翰林学士，获赐大砚瓦。开平（907年—911年）初年，两浙百姓上言请为尚父、吴越国王钱镠立生祠，太祖同意，令李琪撰生祠堂碑以赐。乾化二年（912年）二月，太祖至贝州，命四丞相、李琪及其学士同僚卢文度、知制诰窦赏等十五人扈从。累迁户部侍郎、翰林承旨。太祖多对敌国岐、晋及燕赵等地用兵，李琪常随驾居帐中，专掌文书，作文合太祖意，宠遇过人。其名播于海内。他重诺，怜才，奖善，家门和睦。
梁末帝朱瑱贞明年间，李琪历任兵部、礼部、吏部侍郎，受命与冯锡嘉、张充、郗殷象同撰《梁太祖实录》三十卷，但叙述不工，事多漏略。迁御史中丞，累擢尚书左丞。李琪不喜要员刘昌素为人，因而善待与刘昌素同年进士却互相诟骂不亲近的卢损。李琪的妹妹瞎了一只眼睛，长年嫁不出去，就嫁给卢损，卢损慕李琪声誉而娶其妹。
贞明六年（920年），李琪被任为中书侍郎，授同中书门下平章事，为实质宰相。卢损也受到提拔，累迁至右司员外郎。儒生王延以所作赋谒见李琪，李琪看后欣然说：“最近作赋到这个地步的人很难得，王生升我堂矣。”荐为即墨县令。于是士人称赞王延。李琪仗着朱瑱近臣皇姐夫租庸使、户部尚书赵岩、国舅张汉杰的势力，收受贿赂。李琪性疏俊，倜傥负气，不拘小节，而同僚宰相萧顷谨慎细密。但因李琪有才，中书省多按他而非萧顷的意思办事。萧顷秘密收集李琪的错误。他很快对朱瑱奏称凡有摄官对李琪行贿，李琪就任他们为正职官。朱瑱大怒，想把李琪流放到远方，但因赵岩、张汉杰左右，只罢为太子少保，当是没有皇太子，这只是荣衔。

## 效力后唐

### 庄宗年间
天祐二十年（923年），李克用之子晋王李存勗称帝，自称唐朝合法继承者，建立后唐，即庄宗皇帝。同光元年（923年），他突袭攻克梁都城大梁，朱瑱自杀，梁亡，全境为唐所并。庄宗素闻李琪名，欲大任。议者以为主导朝政的枢密使郭崇韬以勋臣身份为宰相，不知朝廷典故，当用唐朝名家辅佐之。李琪与礼部尚书薛廷珪因曾为晋王册礼使，有德望也有文才，都被推荐为宰相。但郭崇韬反对他们，指薛廷珪浮华、李琪粗疏。在郭崇韬和宰相豆卢革推荐下，尚书左丞赵光胤和礼部侍郎韦说被任为宰相。梁旧臣也多嫉妒忌恨李琪。二年（924年）三月，李琪被任为刑部尚书。九月，奏请废止后梁法律，行唐文宗时法律《开成格》。
三年（925年）六月，充昭宗、少帝改卜园陵礼仪使。七月，充大行皇太后山陵礼仪使，以刑部尚书、判太常卿兼判吏部尚书铨事改任为吏部尚书，依前判太常卿。九月，郭崇韬出兵伐前蜀前，奏称如果宰相有缺，首推邺都副留守张宪，其次则身为中原士族富有文学的李琪、御史中丞崔居俭，可择而任之。十月，庄宗奉皇太后尊谥宝册赴西京长安录座，以李琪读宝文，百官素服列队于长寿宫门外奉慰。当年秋，大水，庄宗忧心军粮不足，闰十二月，征集百官意见，李琪上疏数千言，引古田租之法和从权救弊之道，主张在用兵前合理预算，减轻农民税负以鼓励农事，对给政府送钱的人授以官爵，可充国库。庄宗很赞同，下诏褒奖，敕令有司执行，却没有得到贯彻。四年（926年）二月，庄宗命李琪为国计使，将用为辅相，但四月却在洛阳的兴教门之变中被杀。

### 明宗年间
另一起兵变的领导者庄宗养兄李嗣源很快到洛阳接管，始称监国，又准备称帝，但不知是否当改国号。其近臣武宁节度使李绍真、枢密使孔循认为唐朝国祚已尽，建议改国号。李嗣源却认为自己的一生和庄宗及庄宗祖父李国昌、父李克用关系紧密，与他们是一家人。李琪指出改国号则是背弃三代旧主，李嗣源作为李克用养子是可以继承后唐帝位的，宜用以嗣子身份于柩前即位之礼。李嗣源同意了，即位为明宗皇帝。明宗初即位，命百官每五天随宰相入见内殿，称为“起居”，李琪认为不是旧礼，请求罢之，只是每月朔望日才召百官入阁赐食。但天成元年（926年）五月明宗仍宣诏在朔望入阁以外仍恢复五日起居，并成为定例。
枢密使安重诲主导朝政。六月，李琪在吏部尚书、判太常卿事任上被任为御史大夫。当月，安重诲前驱过御史台门，被殿直马延不慎冲撞，安重诲斩之于马前再上奏。李琪害怕安重诲，不敢弹劾，又怕谏官议论，托宰相任圜先知会安重诲，再报告明宗，但仍然迟疑不敢直言。七月，明宗则在安重诲请求下，下诏责马延冲撞重臣，戒谕中外。李琪又奏论四夷来朝之礼，经太常寺讨论，明宗下诏大蕃入朝时按旧仪，于正殿排比铺陈立仗，百官排班，于正门引入使者对见。十月，三上表请辞。
豆卢革和韦说都被罢相后，二年（927年）正月，朝廷议论代之者。当时安重诲很信任孔循，在孔循推荐下，安重诲推荐太子宾客郑珏，郑珏被任为宰相，安重诲再推荐太常卿崔协。任圜欲用李琪，但郑珏素来厌恶李琪，孔循也因而反对李琪，对安重诲说：“李琪不是没文学，但是不廉。宰相应该端重有器度，才足为官员之首。朝论认为莫如崔协。”后来安重诲与任圜在明宗面前热烈争论崔协和李琪的优点。安重诲私下对任圜说：“现在正缺人，让崔协暂且当一下可以吗？”任圜说：“李琪才艺相当于时下一百人，而谗夫巧言阻其进用，忌害其能，明公舍李琪而相崔协，犹如弃苏合丸而取蛣蜣转丸。”安重诲笑而止。孔循每天说李琪的短处而称赞崔协，最终明宗任崔协和端明殿学士冯道为宰相，忽略了李琪。李琪托病三度上章请老，朝廷不允，二月，除授（拜官授职）尚书右仆射。同年刑部侍郎、权判太常卿马缟奏请明宗别立亲庙，追尊生身父祖为“皇”，得李琪等认可，但明宗想追尊生身父祖为皇帝，李琪等又请追尊明宗生身父祖为皇帝，曾祖、高祖为皇。在郑珏合群议所奏下，最后明宗追尊四代生身先祖为皇帝。李琪上书中书省称按《开元礼》“上事日合有恩赐百官酒食”“仆射上事日，中书、门下率百官送上”，中书省下发太常寺，太常寺说查《开元礼》无“送上”之文，亦无恩赐酒食之事。
前次拜相之争后，李琪为宰相们所疑，他们仔细检查他的上表，寻找错漏，导致李琪所奏事多被阻拦。三年（928年）五月，为太子少傅，当时并无皇太子，这完全是荣衔。四年（929年），明宗讨灭叛将义武军节度使王都，从汴州回洛阳，李琪时为东都留守，奏请率百官至偃师奉迎。为赞扬明宗和北面招讨使王晏球败王都及其契丹盟军，李琪在所进《贺平中山王都表》中写道“败契丹之凶党，破真定之逆城”，将义武军军部定州误作邻镇成德军的军部真定，被冯道指责，罚俸一月。平卢节度使、改回原名霍彦威的李绍真去世，李琪奉命撰《霍彦威神道碑》，因与霍彦威都曾效力后梁，李琪将霍彦威在梁的履历写得如同在唐一般，出于个人感情不称梁为伪朝。中书省为此指责他，并奏请明宗下诏重修，明宗从之。
李琪因善作文而自负，显贵后，在牙版上刻金字“前乡贡进士李琪”，常置于座侧。李琪虽博学多才，却不持重，不知进退收敛，明知具有攻击性是冒险之举，仍然因不能自我镇静而为之。长兴元年（930年）四月，明宗御文明殿受册徽号为圣明神武文德孝恭皇帝，李琪时为特进、太子少傅、上柱国、酒泉郡开国侯、食邑一千户。他最终以太子太傅致仕，当时仍无皇太子，故仍是荣衔。十月，李琪卒于洛阳福善里家中。生前，他将所作诏书编为十卷，名为《金门集》，大行于世。子李贞，官至邑宰。

## 作品
- 《梁启圣匡运同德功臣、淮南镇海镇东等军节度使、淮南浙江东西等道观察处置营田招讨安抚兼盐铁制置发运等使、开府仪同三司尚父守尚书令、扬杭越等州大都督府长史、上柱国吴越王钱公生祠堂碑》
- 《长芦崇福禅寺僧堂上梁文》
- 《皇天大政论》十卷[59]
- 《金门集》十卷
- 《应用集》三卷[60]
- 《玉堂遗范》三十卷[61]

## 评价
- 《旧五代史》史臣曰：夫相辅之才，从古难得，盖文学政事，履行谋猷，不可缺一故也。如数君子者，皆互有所长，亦近代之良相也。如齐公（赵光逢）之明节，李琪之文章，足以圭表搢绅，笙簧典诰，陟之廊庙，宜无愧焉！